# Cabo Cervera
El cabo Cervera o cabo Cerver es un cabo situado en el municipio de Torrevieja, en la Comunidad Valenciana (España). Se trata de un pequeño entrante terrestre que ocupa una superficie de casi 50 ha y que se eleva escasos metros sobre el nivel del mar. Su altura máxima es de 43 m. Sobre este cabo se encuentra la antigua torre de vigilancia costera conocida como Torre del Moro.